# 죽촌항 (여수시)
죽촌항은 전라남도 여수시 삼산면 동도리에 있는 어항이다. 2007년 8월 8일 어촌정주어항으로 지정하여 관리하고 있다. 시설관리자는 여수시장이다.

## 어항 구역
- 수역: 북위 34°2′41″, 동경 127°18′48″의 지점에서 S65°W방향으로 120m점과 이 점에서 S25°E방향으로 75m점과 이 점에서 N65°E방향으로 110m점과 이 점에서 S50°E방향으로 210m점과 이 점에서 S70°W방향으로 120m점과 이 점에서 S15°E방향으로 220m점과 이 점에서 N75°E방향으로 50m점과 이 점에서 S30°E방향으로 육지부를 연결하는 선을 따라 형성된 공유수면[1]

## 어항 시설
- 방파제 345m, 부잔교 1기

## 기본 계획
- 방파제 418m, 호안도로 77m, 부잔교 1기[1]

## 정비 계획
- 방파제 73m, 호안도로 77m[2]

## 주요 어종
- 감성돔, 우럭, 전복, 능숭어